# György Szűcs
György Szűcs (en húngaro: Szűcs György; Szombathely, Imperio austrohúngaro, 23 de abril de 1912-Budapest, 19 de diciembre de 1991) fue un jugador y entrenador de fútbol húngaro. En su etapa como jugador profesional se desempeñaba como centrocampista.

## Selección nacional
Fue internacional con la selección de fútbol de Hungría en 25 ocasiones. Formó parte de la selección subcampeona de la Copa del Mundo de 1938.

### Participaciones en Copas del Mundo
| Mundial                        | Sede    | Resultado        | Partidos | Goles |
| ------------------------------ | ------- | ---------------- | -------- | ----- |
| Copa Mundial de Fútbol de 1934 | Italia  | Cuartos de final | 2        | 0     |
| Copa Mundial de Fútbol de 1938 | Francia | Subcampeón       | 1        | 0     |

## Equipos

### Como jugador
| Equipo               | País    | Año       |
| -------------------- | ------- | --------- |
| Szombathelyi Haladás | Hungría | ¿-1932    |
| Újpest FC            | Hungría | 1932-1940 |

### Como entrenador
| Equipo             | País    | Año       |
| ------------------ | ------- | --------- |
| Salgótarjáni BTC   | Hungría | 1955-1958 |
| Dorogi Bányász     | Hungría | 1958-1960 |
| Szegedi EAC        | Hungría | 1960-1962 |
| Debreceni VSC      | Hungría | 1964-1965 |
| Salgótarjáni BTC   | Hungría | 1965      |
| Selección nacional | Irán    | 1966-1967 |
| FC Tatabánya       | Hungría | 1968-1969 |
| SZEOL AK           | Hungría | 1971-1972 |

## Palmarés

### Como jugador

#### Campeonatos nacionales
| Título              | Equipo    | País    | Año  |
| ------------------- | --------- | ------- | ---- |
| Nemzeti Bajnokság I | Újpest FC | Hungría | 1933 |
| Nemzeti Bajnokság I | Újpest FC | Hungría | 1935 |
| Nemzeti Bajnokság I | Újpest FC | Hungría | 1939 |

#### Copas internacionales
| Título                 | Equipo    | Sede               | Año  |
| ---------------------- | --------- | ------------------ | ---- |
| Copa de Europa Central | Újpest FC | Budapest (Hungría) | 1939 |

### Como entrenador

#### Distinciones individuales
| Distinción | Año  |
| ---------- | ---- |
| Mesteredző | 1967 |